# Navi sacre ateniesi

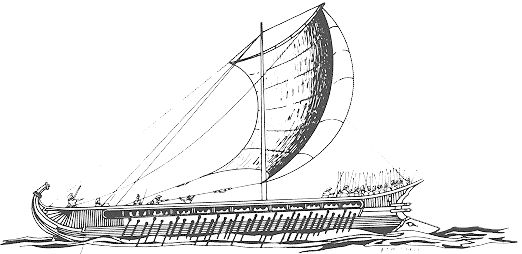
Una trireme dell'antica Grecia.

Le navi sacre ateniesi erano navi dell'antica Atene, spesso triremi, che avevano speciali funzioni religiose e venivano utilizzate in cortei sacri (theoria), ambasciate o regate durante le feste religiose.  I due esemplari più noti di questa tipologia di imbarcazioni erano la Paralo e la Salaminia, che vennero usate come navi destinate alle ambasciate del governo ateniese nel V e IV secolo a.C.. Fra le altre navi importanti ve ne era una il cui nome doveva essere Delias, un triakonter (a trenta remi) ritenuta la nave con la quale Teseo si era recato a Creta, e che aveva partecipato a diverse theoria a Delo; la nave veniva costantemente riparata, sostituendo le parti danneggiate, per tenerla in efficienza, mantenendo però la sua identità. (per la filosofica questione dell'identità della nave, si veda paradosso della nave di Teseo.) Dopo le riforme di Clistene, vennero realizzate delle navi che portavano il nome di tutte le dieci tribù di Atene; queste navi è probabile che potessero essere anche delle navi sacre.
La Paralo e la Salaminia, e probabilmente alcune altre navi sacre, facevano parte della flotta della marina da guerra di Atene. Queste due navi, essendo particolarmente rapide, venivano utilizzate come navi da ricognizione e per l'invio di messaggerie, ma combattevano anche in linea di battaglia. La Paralo e la Salaminia, nel frattempo, svolgevano vari compiti per conto del governo; la Paralo sembra fosse adibita alle missioni diplomatiche, e la Salaminia al trasporto dei messaggi ufficiali di stato; e in particolare, venne inviata ad arrestare Alcibiade mentre il politico era al comando della spedizione siciliana. Queste due triremi erano gestite da tesorieri o tamiai.